# Hoxhaïsme
Hoxhaïsme is een marxistisch-leninistische ideologie die is vernoemd naar Enver Hoxha en sterk verwant is aan het stalinisme. Hoxha was tot 1985 de communistische leider van Albanië. De ideologie stond een antirevisionistische koers voor, wat inhield dat de ideologische erfenis van Stalin onverkort werd gepropageerd en alle andere communistische ideologieën werden afgedaan als marxistisch revisionisme. Het hoxhaïsme ontstond in 1978 na een splitsing tussen de Communistische Partij van China en de Albanese Partij van de Arbeid, twee partijen die een maoïstische oriëntatie kenden. Deze ideologie kan dan ook gezien worden als het enige overgebleven land dat de "orthodoxe" leer van het Communisme behield (zie stalinisme). 
Enver Hoxha was na de breuk met China van mening dat het Albanese regime het laatste echte communistische regime was. Hij zette een isolationistische politiek van kracht door zich terug te trekken uit het Warschaupact en de Comecon. Het hoxhaïsme kreeg buiten Albanië voet aan de grond in Latijns-Amerika, zoals de Colombiaanse guerrillagroep Ejército Popular de Liberación (volksbevrijdingsleger) en de Partido Comunista Marxista-Leninista del Ecuador. In Albanië had het een belangrijke rol in de Albanese Partij van de Arbeid, aangezien het de officiële staatsideologie was sinds 1976. De isolationistische politiek van het hoxhaïsme bleek de staat uiteindelijk fataal na de dood van Hoxha, aangezien hij geen officiële opvolger had aangesteld. Dit leidde tot een machtsstrijd binnen de Albanese Partij van de Arbeid, waarin de gematigde communist Ramiz Alia en diens aanhang het partijapparaat bestuurden. De hervormingen van Alia brachten zo goed als wel een einde aan het hoxhaïsme in Albanië.

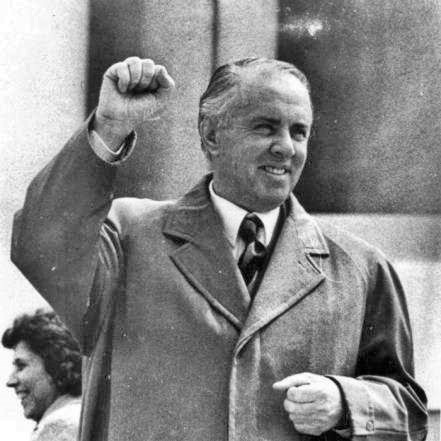
Enver Hoxha